# Берёзовский мясоконсервный комбинат

Свиная тушёнка и «Завтрак туриста» из говядины

ОАО «Берёзовский мясоконсервный комбинат» (Берёзовский МКК; БМКК; бел. ААТ «Бярозаўскі мясакансервавы камбінат») — белорусское предприятие пищевой промышленности, расположенное в городе Берёза Брестской области. Специализируется на производстве мяса и субпродуктов, колбасных изделий, мясных полуфабрикатов, жиров, мясных консервов, продуктов из шпика.

## История
В 1972 году в Берёзе началось строительство мясоконсервного комбината, проект которого был разработан Минским филиалом института «Ленгипромясомолпроект». В 1975 году был введён в эксплуатацию холодильник на 4000 т, в 1976 году — мясожировой цех и вторая очередь холодильника, в 1977 году — мясоперерабатывающий цех по производству колбасных изделий и полуфабрикатов (45 т переработки мяса в смену), в 1978 году — консервный завод (мощность 100 тыс. условных банок в смену).
В 2001 году Берёзовский мясоконсервный был преобразован в одноимённое коммунальное производственное унитарное предприятие, в 2004 году — в открытое акционерное общество с тем же названием.
В 2007 году к Берёзовскому МКК был присоединён Барановичский мясоконсервный комбинат.

## Современное состояние
По состоянию на 2019 год комбинат располагает линией по убою и переработке свиней мощностью 150 голов в час, линией по убою и переработке крупного рогатого скота мощностью 100 голов в час, колбасно-кулинарным цехом мощностью 30 т в смену, консервным цехов мощностью 100 тысяч условных банок в смену и хлебобулочным производством мощностью 350 кг в смену. В 2019 году на комбинат поступило 45 тыс. т скота, было произведено 28,4 тыс. т мяса и субпродуктов, 13 тыс. т колбасных изделий, 6,9 тыс. т мясных полуфабрикатов, 10400 тыс. условных банок (туб) консервов. В 2019 году мощности мясожирового цеха использовались на 47,5%, колбасного цеха — на 86,8%. В 2019 году 62% продукции было реализовано на внутреннем рынке, 38% продукции экспортировалось (Россия, Казахстан, Украина, Вьетнам, Узбекистан). В 2004 году комбинат производил более 300 наименований продукции.
В 2019 году на комбинате работало 1398 человек, в т.ч. 239 с высшим образованием, 266 со средним специальным образованием и 556 с профессионально-техническим образованием.
В 2019 году выручка от реализации продукции комбината составила 220,2 млн руб. (ок. 105 млн долларов), чистая прибыль — 4,5 млн руб. (2 млн долларов), рентабельность реализованной продукции — 4,1%, дебиторская задолженности — 34 млн руб., кредиторская задолженность — 20 млн руб.